# .edu
.edu este un domeniu de internet de nivel superior, pentru instituții educaționale de nivel superior (GTLD).

## Istorie
Primele domenii .edu au fost:
| Domeniu Internet | Data înregistrării |
| ---------------- | ------------------ |
| berkeley.edu     | 24/04/1985         |
| cmu.edu          | 24/04/1985         |
| purdue.edu       | 24/04/1985         |
| rice.edu         | 24/04/1985         |
| ucla.edu         | 24/04/1985         |

Domeniul .edu a fost implementat în aprilie 1985 ca domeniu generic de nivel superior. Șase universități au fost solicitanții inițiali în luna respectivă.
Până în 2001, Network Solutions a funcționat ca registrator al domeniului .edu în cadrul unui acord cu Departamentul de Comerț al Statelor Unite. Înregistrarea domeniului a fost făcută fără niciun cost instituțiilor de învățământ. În 2001, Departamentul de Comerț a încheiat un acord de cinci ani cu Educause, făcând această organizație registrator pentru domeniul .edu. Acordul cu Educause a fost prelungit pentru o perioadă suplimentară de cinci ani în 2006; la acel moment Educause a fost autorizat să înceapă să perceapă o taxă administrativă anuală solicitanților de înregistrare.
Domeniul .edu a fost inițial destinat instituțiilor de învățământ oriunde în lume. Cu toate acestea, majoritatea instituțiilor care au obținut înregistrări .edu erau în Statele Unite, în timp ce instituțiile de învățământ care nu sunt din S.U.A. folosesc de obicei domenii la nivel de țară. În 1993, o decizie atribuită lui Jon Postel a limitat noi înregistrări în domeniul .edu la instituțiile de învățământ postliceal de patru ani. Acest lucru a împiedicat înregistrările noi pe .edu de către colegii comunitari și alte instituții care oferă mai puțin de patru ani de studii postliceale.